# Queixada
 (signalé en mai 2025).
Si vous disposez d'ouvrages ou d'articles de référence ou si vous connaissez des sites web de qualité traitant du thème abordé ici, merci de compléter l'article en donnant les références utiles à sa vérifiabilité et en les liant à la section « Notes et références ».
- Archive Wikiwix
- Bing
- Cairn
- DuckDuckGo
- E. Universalis
- Gallica
- Google
- G. Books
- G. News
- G. Scholar
- Persée
- Qwant
- (zh) Baidu
- (ru) Yandex
- (wd) trouver des œuvres sur Wikidata

La queixada (mâchoire, en portugais) est un coup de pied de capoeira effectuée en deux temps:
- D'abord on fait une esquiva de lado
- Ensuite, on avance la jambe de derrière, en la passant à l'arrière de l'autre jambe qui est toujours en avant, puis on tourne le bassin dans la direction de l'adversaire pour relâcher la jambe de devant, qui fait un demi-cercle.

Il faut frapper avec le talon en tendant la jambe vers le menton de l'adversaire.
Cette queixada, la plus commune, est la queixada lateral.

## Queixada de frente
La queixada de frente ("queixada de devant") est une variante qui consiste à projeter directement la jambe dans un mouvement circulaire en partant de l'intérieur vers l'extérieur.

## Queixada de chão
La queixada de chão ("queixada de sol") est une variante de la queixada de frente qui se fait à partir de la position de queda de quatro.